# Agustín Maciel
Agustín Maciel fue un militar mexicano que participó en la Revolución mexicana. Desde muy joven comenzó su carrera militar en el Ejército Federal, con el puesto de artillero. Después de la muerte de Francisco I. Madero se unió a las filas constitucionalistas, donde llegó a alcanzar el grado de general de brigada. En 1924, bajo el gobierno del presidente Álvaro Obregón, fue oficial mayor de la Secretaría de Guerra y Marina, así como encargado del Despacho de dicha secretaría. Fue autor de un proyecto de Ley Orgánica del Ejército. En 1925 se suicidó después de haber dado muerte al general Abelardo Acosta.  